# 허용석
허용석(許龍錫, 1956년 7월 9일 ~ )은 대한민국의 제22대 관세청장을 역임한 공무원이다. 본관은 하양이며, 서울에서 태어났다.

## 학력
- 1975년 : 덕수상업고등학교 졸업
- 1980년 : 연세대학교 경영학 학사
- 1988년 : 서울대학교 경영대학원 경영학 석사
- 1991년 : 밴더빌트 대학교 대학원 경제학 석사

## 경력
- 1994 ~ 1995 : 국무총리실 행정조정실 재무·건교·정통담당관
- 1998.03 ~ 1991.01 : 재정경제부 외화자금과장
- 1999.01 ~ 2001.05 : 재정경제부 소비세제과장
- 2001.05 ~ 2002.08 : 재정경제부 재산세제과장
- 2002.08 ~ 2003.04 : 재정경제부 조세정책과장
- 2003.04 ~ 2004.04 : 신행정수도건설추진지원단 총괄국장
- 2004.04 ~ 2006.06 : 재정경제부 세제총괄심의관, 조세정책국장
- 2006.06 ~ 2008.03 : 재정경제부 세제실장
- 2008.03 ~ 2010.03 : 관세청장
- 2010 : 삼일경영연구원 원장
- 2012 : 제주특별자치도 명예도민
- 2013 : 삼일회계법인 고문
- 2014 : 기획재정부 세제발전심의위원회 위원
- 2015 : 국회 미래전략자문위원회 자문위원
- 2015 : 건전재정포럼 운영위원
- 2016 : 2017 FIFA U-20 월드컵 조직위원회 회계 감사
- 2018 : 재정개혁특별위원회 조세 소위원회 위원
- 2019 : SK네트웍스 이사회 의장
- 2021 ~ : 현대경제연구원 원장

## 논란
제21대 총선 때 N번방 사건을 비판하는 피켓을 들고 선거운동을 하던 경쟁 후보의 선거운동원에게 "나는 2번방인데"라고 말하여 N번방 사건을 희화화했다는 논란이 있다. 이에 대해 허용석 후보 측은 그런 말을 한 기억이 없다며 부인하였다. 보관됨 2020-04-17 - 웨이백 머신

## 역대 선거 결과
| 실시년도 | 선거   | 대수 | 직책     | 선거구         | 정당       | 득표수   | 득표율          | 순위 | 당락 | 비고 |
| -------- | ------ | ---- | -------- | -------------- | ---------- | -------- | --------------- | ---- | ---- | ---- |
| 2020년   | 총선   | 21대 | 국회의원 | 서울 은평구 을 | 미래통합당 | 49,796표 | \| \| 36.23% \| | 2위  | 낙선 |      |
|          | 36.23% |      |          |                |            |          |                 |      |      |      |

## 수상
- 1992년 : 대통령표창
- 2005년 : 홍조근정훈장

| 전임 성윤갑 | 제22대 관세청장 2008년 3월 7일 ~ 2010년 3월 22일 | 후임 윤영선 |